# Barra do Ouro
Barra do Ouro là một đô thị thuộc bang Tocantins, Brasil. Đô thị này có diện tích 1106,339 km², dân số năm 2007 là 3581 người, mật độ 3,24 người/km².